# Taeniopsetta radula
Taeniopsetta radula är en fiskart som beskrevs av Gilbert, 1905. Taeniopsetta radula ingår i släktet Taeniopsetta och familjen tungevarsfiskar. Inga underarter finns listade i Catalogue of Life.